# Studený průchod

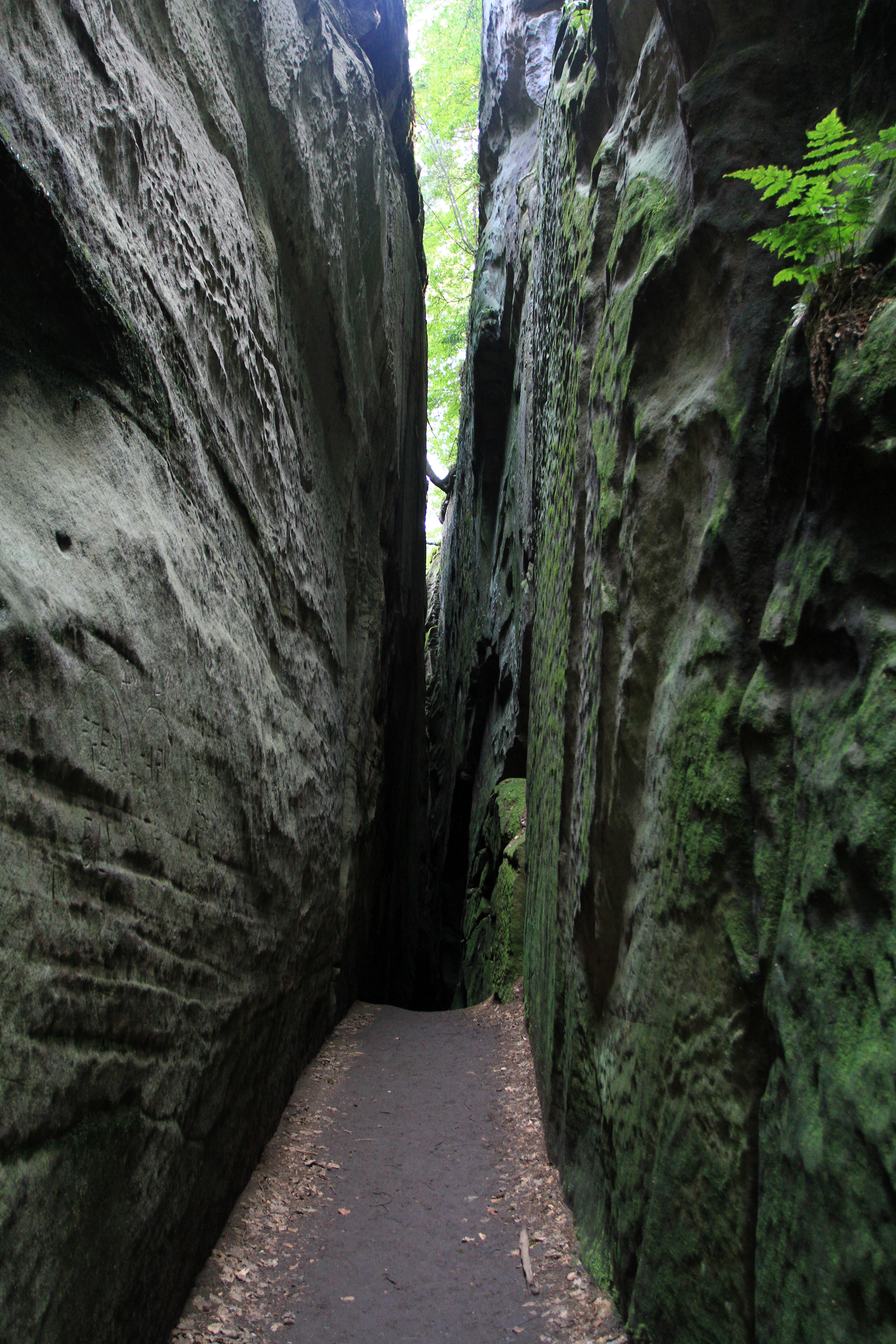
Studený průchod

Studený průchod je skalní soutěska v Příhrazských skalách, kterou prochází červená a modrá turistická značka od Drábských světniček na Krásnou vyhlídku. Turisty sem také přivádí žlutě značená turistická stezka od Březiny nad Jizerou.

Celá délka soutěsky, za jejímž vznikem stojí posun okrajové kry pískovcového masivu vrchu Mužský, je přibližně 125 metrů, výška stěn dosahuje až 15 metrů a svůj název dostala podle teploty, která v ní i v těch největších letních vedrech nepřesahuje 10 °C. Tyto teploty zde umožňují růst společenstvím mechů a lišejníků, typickým především pro horská prostředí – zejména se jedná o rohozec trojlaločný, brtivec překrásný, plevinku plazivou a pobřežnici obecnou. V roce 1866 došlo nad ní k vystavění rakouské dělostřelecké baterie, která měla za úkol střežit silnici z Mnichova Hradiště na Turnov.